# Villa González Ortega (kommun)
Villa González Ortega är en kommun i Mexiko.   Den ligger i delstaten Zacatecas, i den centrala delen av landet, 500 km nordväst om huvudstaden Mexico City.
Följande samhällen finns i Villa González Ortega:
- Villa González Ortega
- Colonia Diez de Noviembre
- San Dionisio